# 2021년 그리스 시위
2021년 그리스 시위는 수십 년 만에 처음으로 대학 캠퍼스에 경찰이 배치될 수 있도록 하는 정부 법안에 대한 대응으로 일어났다. 반대 단체들은 정부가 점점 더 권위적인 조치를 취하기 위해 코로나19 봉쇄를 이용하고 있다고 비난했다. 12월에 파업을 시작한 디미트리스 쿠폰티나스 죄수의 단식투쟁 항의는 더욱 거세졌다. 그는 그리스 중부에 있는 최대 보안 시설로 강제 이전된 후 다른 교도소로 이송될 것을 요구했으며, 경찰의 만행과 특히 델타 포스 오토바이 경찰과 관련된 문제들도 제기했다.
총리는 야당이 잦은 집회에 대해 "봉쇄에 대한 피로를 악용했다"며 비난 했다.

## 같이 보기
- 2008년 그리스 시위